# Stazione di San Cristóbal de los Ángeles
La stazione di San Cristóbal de los Ángeles è una fermata ferroviaria di Madrid, sulla linea Madrid-Valencia.
Forma parte della linea C3 delle Cercanías di Madrid.
Si trova in calle Paterna, nel distretto Villaverde di Madrid.

## Storia
La stazione è stata inaugurata il 9 febbraio 1851 con l'apertura della linea Madrid - Aranjuez.